# Гробница Асаф-хана
Гробница Асаф-хана (урду مقبرہ آصف خان‎) — мавзолей XVII века, построенный для могольского государственного деятеля Асаф-хана, брата Нур-Джахан, супруги могольского падишаха Джахангира. Она расположена в Шахдаре Баге, районе Лахора (Пенджаб, Пакистан). Поблизости от неё находится мавзолей Джахангира, а также гробница Нур-Джахан. Гробница Асаф-хана построена в среднеазиатском архитектурном стиле в центре «могольского сада» или «чарбагха».

## История

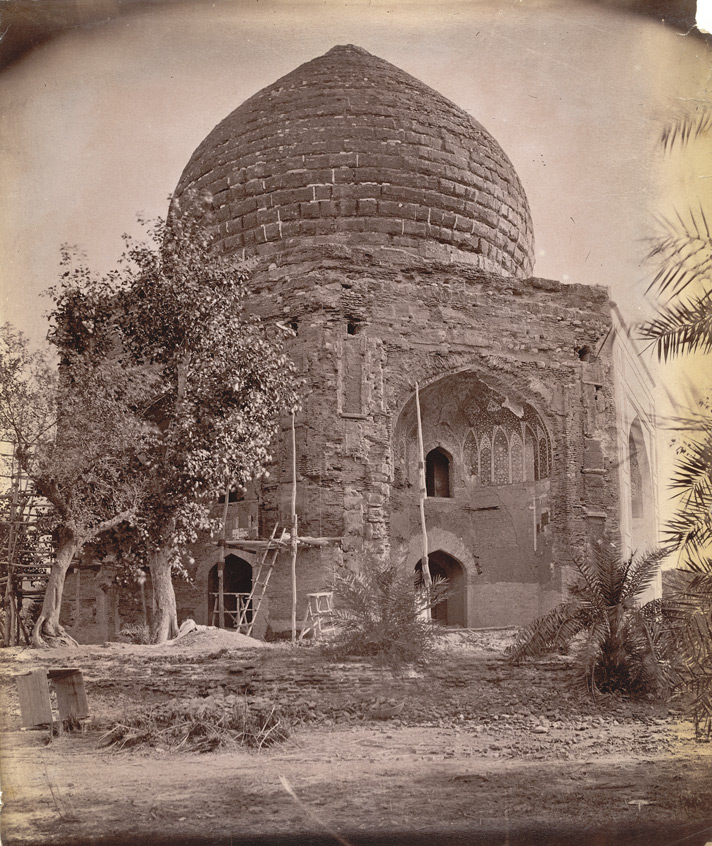
Фотография гробницы 1880 года.

Асаф-хан был братом императрицы Нур-Джахан и отцом Арджуманад Бану Бегам, ставшей супругой Шах-Джахана под именем Мумтаз-Махал. В 1636 году он получил титул хан-и-ханан, а также пост главнокомандующего, а через год стал наместником в Лахоре. Асиф-хан погиб 12 июня 1641 года в сражении с войском мятежного раджи Джагата-Сингха. Его мавзолей начал строиться по указанию Шах-Джахана на территории комплекса гробниц Шахдара Багх в Лахоре.
По словам Абдула Хамида Лахори, автора падшахнамы, мавзолей строился в течение четырёх лет, до 1645 года, и обошёлся в 300 000 рупий. Гробница была возведена непосредственно к западу от мавзолея Джахангира, образуя с ним ось, которая прерывается Акбари-Сараем.
Гробница Асаф-хана сильно пострадала во времена Сикхского государства. Первые сикхские правители Лахора (Гуджар Сингх, Лахна Сингх и Субха Сингх) нанесли вред мавзолею и посадили большие фикусы рядом с ним, мешавшие его обзору. Деревья были убраны только в эпоху британского владычества.
Гробница также была разграблена сикхами в XIX веке из-за мрамора и песчаника. Британский исследователь Уильям Муркрофт отмечал, что Ранджит Сингх изъял мрамор из внутренней и внешней части мавзолея, а также различные камни, которые использовались для украшения строения. Затем присвоенные материалы были использованы для украшения Хармандир-Сахиба в Амритсаре, а также при строительства павильона Хазури Багх Барадари близ Лахорской крепости.

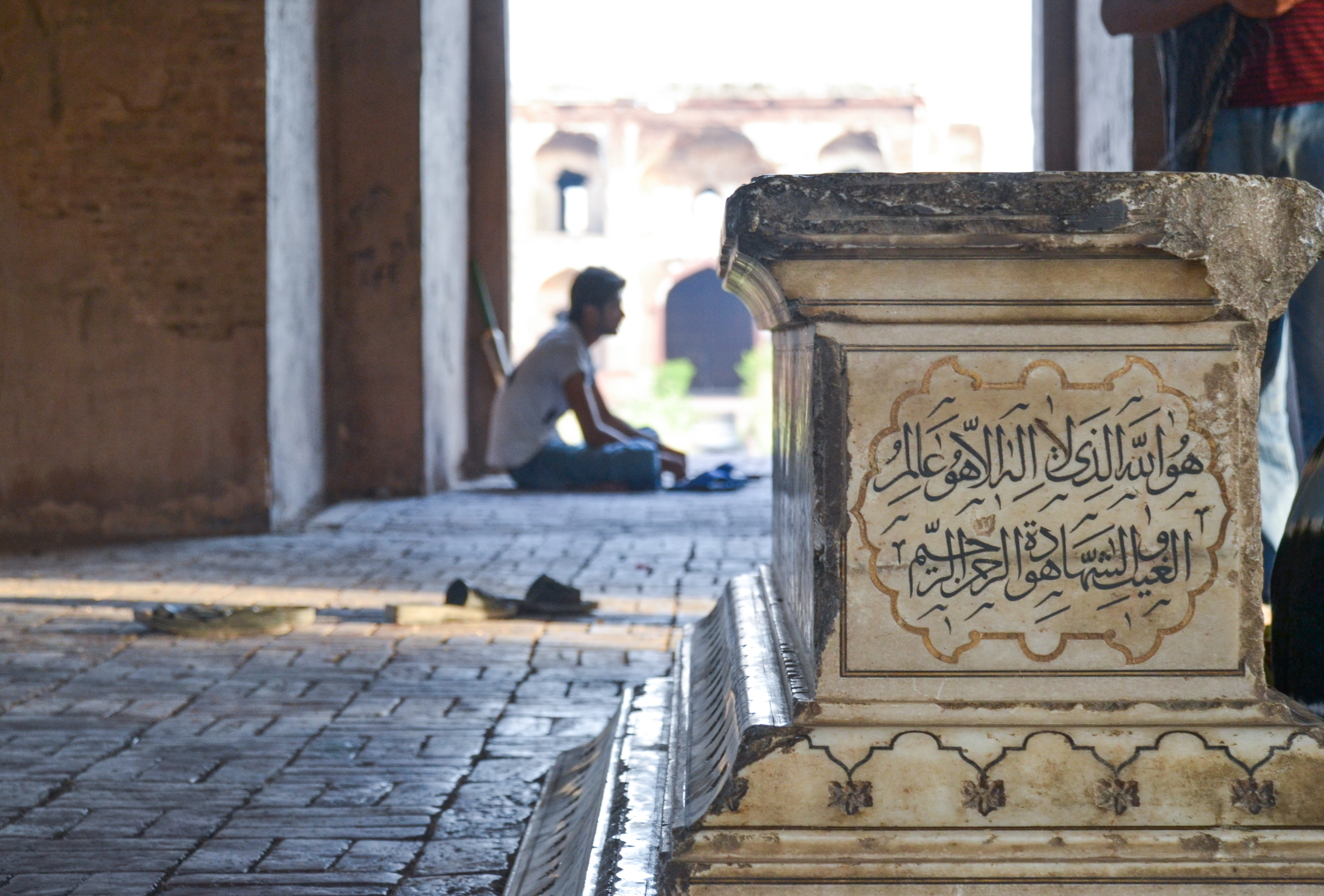
Мраморный кенотаф Асаф-хана

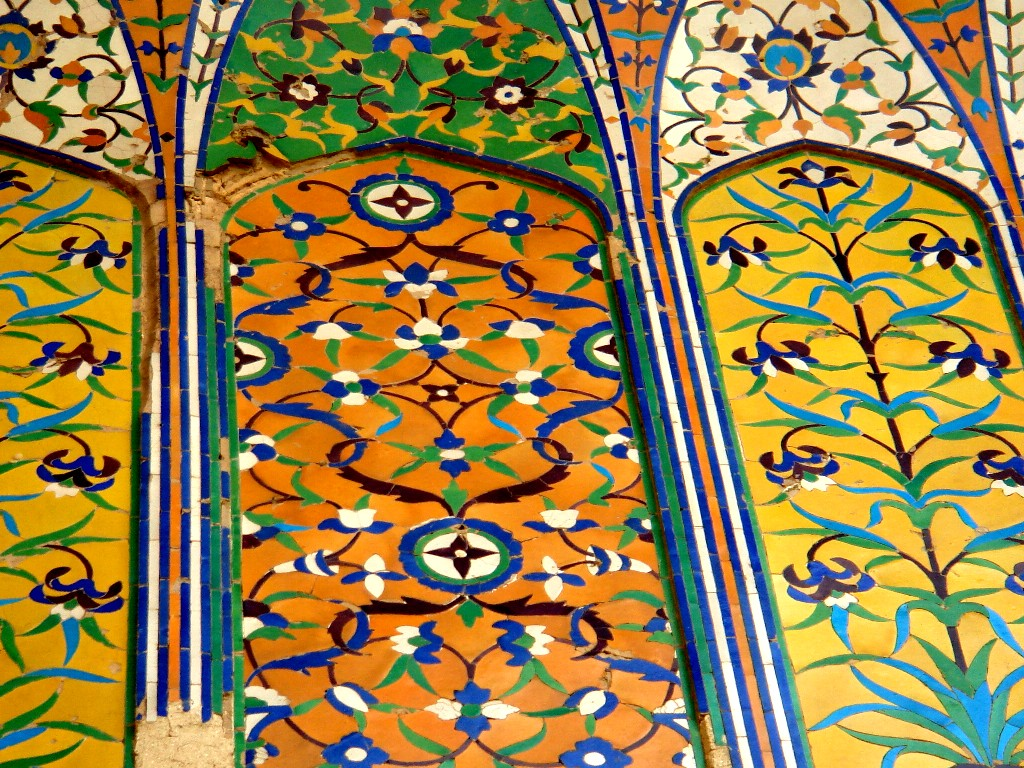
Плитка в гробнице Асаф-хана

## Описание
Гробница построена полностью из кирпича, имеет восьмиугольный план, она находится в центре большой четырёхугольной поверхности длиной примерно в 275 метров с каждой стороны. Мавзолей покоится на чабутре или подиуме, возвышающем сооружение на 1,1 метр относительно поверхности земли. Каждая сторона восьмиугольника составляет примерно 12 метров в длину.
Большие ворота есть как в северной, так и в южной стенах мавзолея, хотя главными из них являются южные. В восточной стене расположена небольшая мечеть, которая была преобразована в жилое помещение в британский период. От западной стены идёт путь к мавзолею Джахангира через Акбари-Сарай.
Восьмиугольные гробницы никогда не возводились для падишахов, но обычно строились для высокопоставленных персон, таких как Асаф-хан. Пол платформы, на которой стоит гробница, был сделан из Санг-э Абри, или красного известняка, в то время как внешние стены были покрыты красным песчаником.

## Галерея

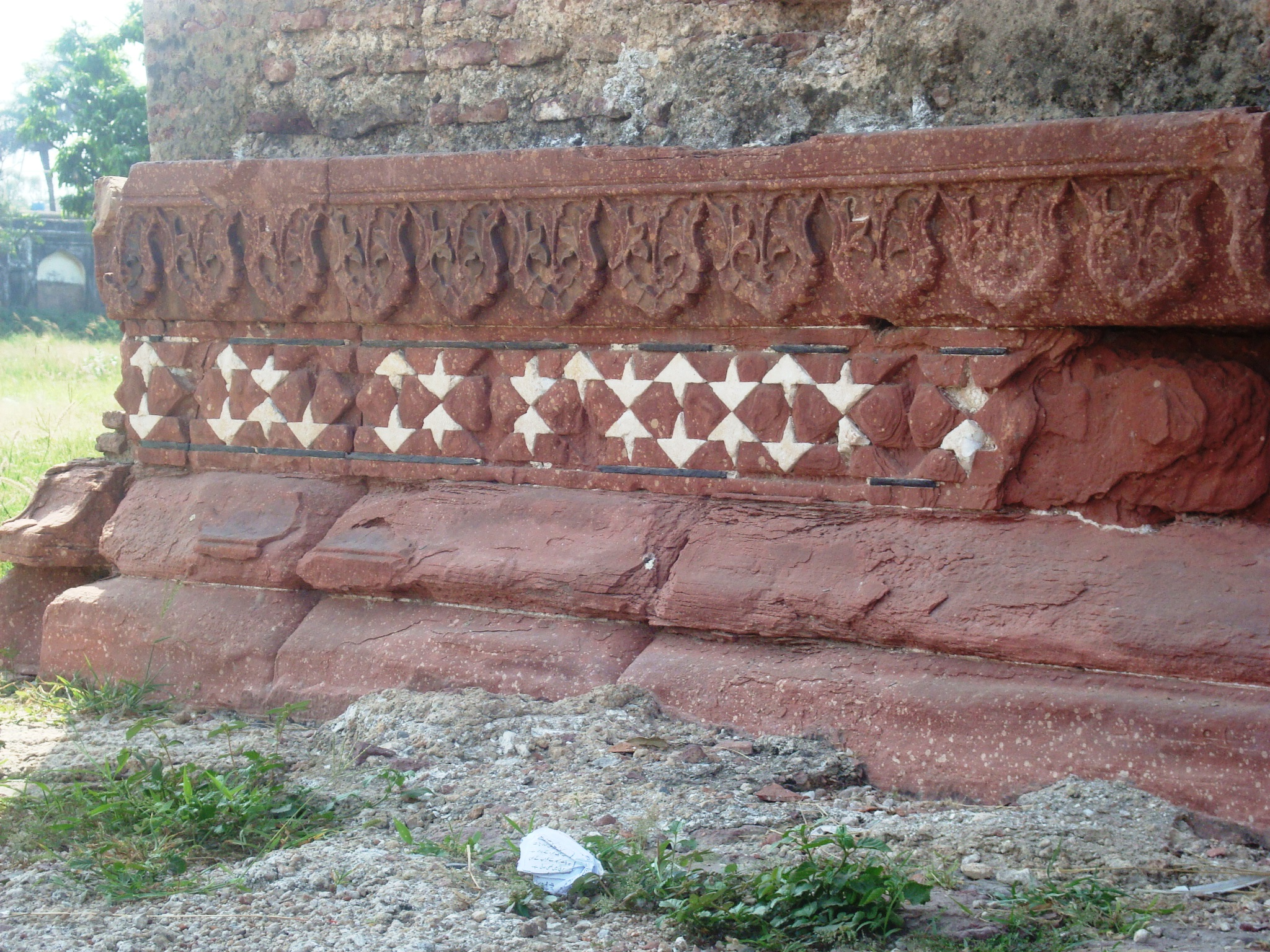
Декоративные элементы на южных воротах
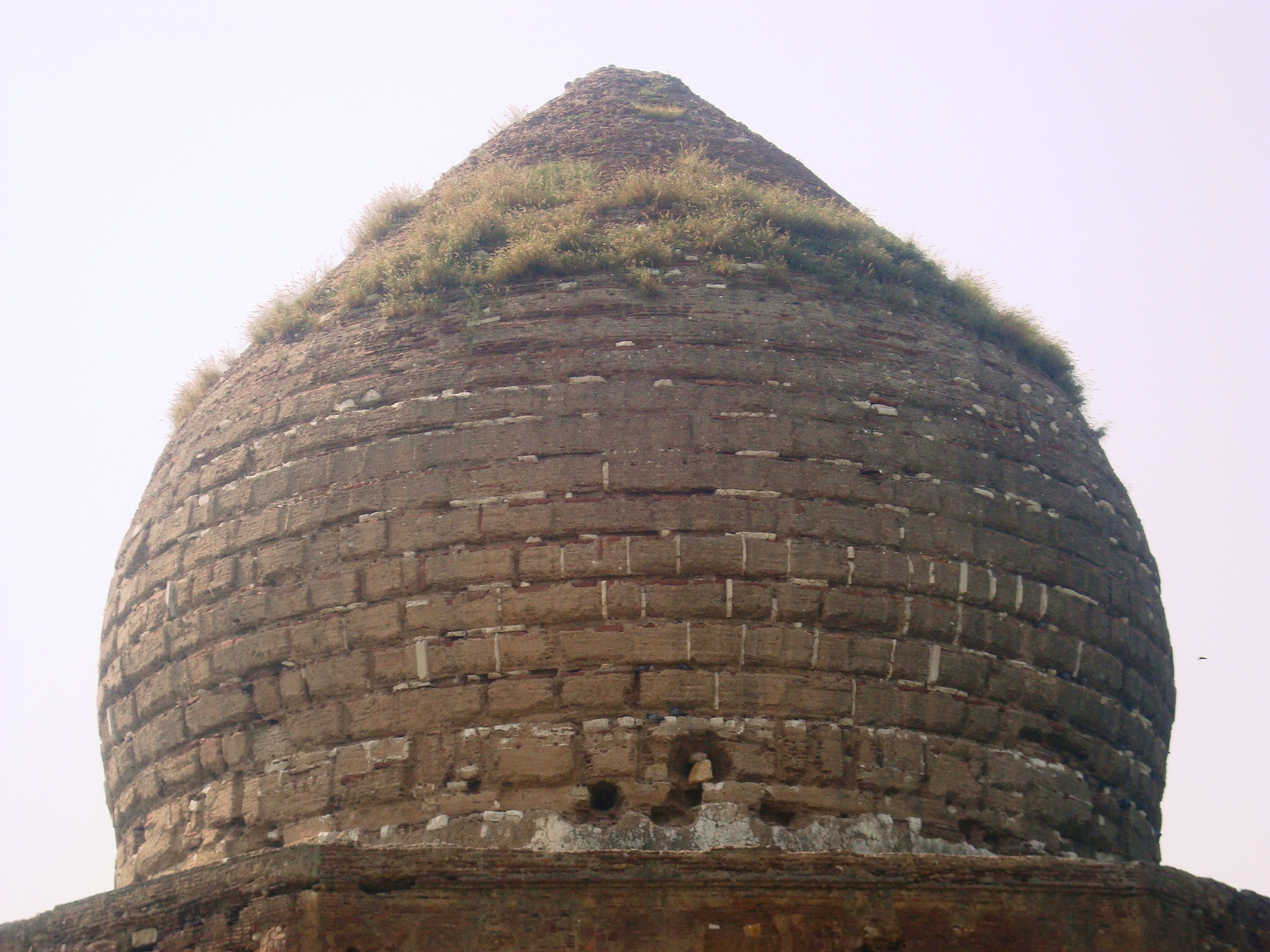
Гробница отличается необычной формой луковичного купола
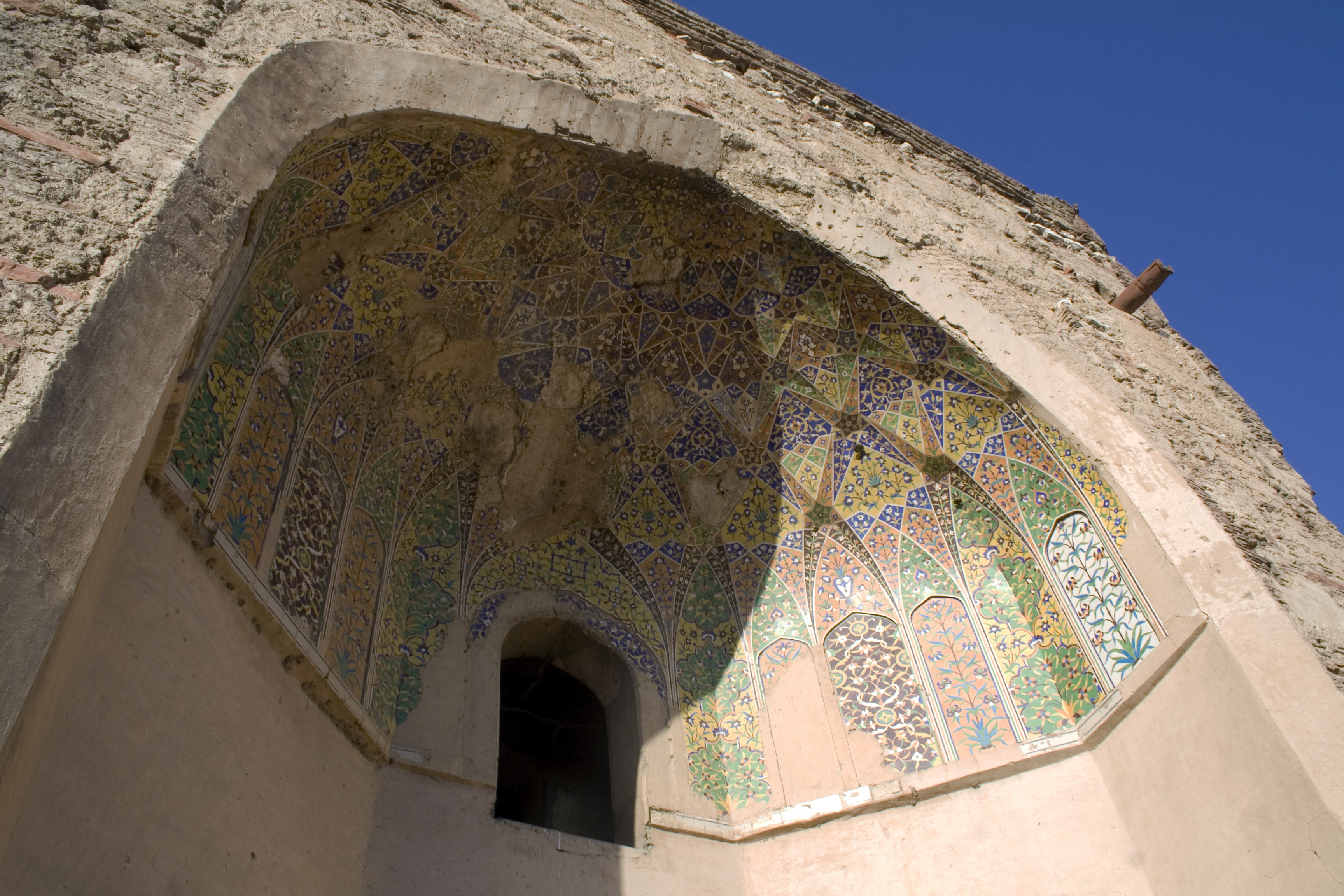
Сотовый свод над входом в гробницу.
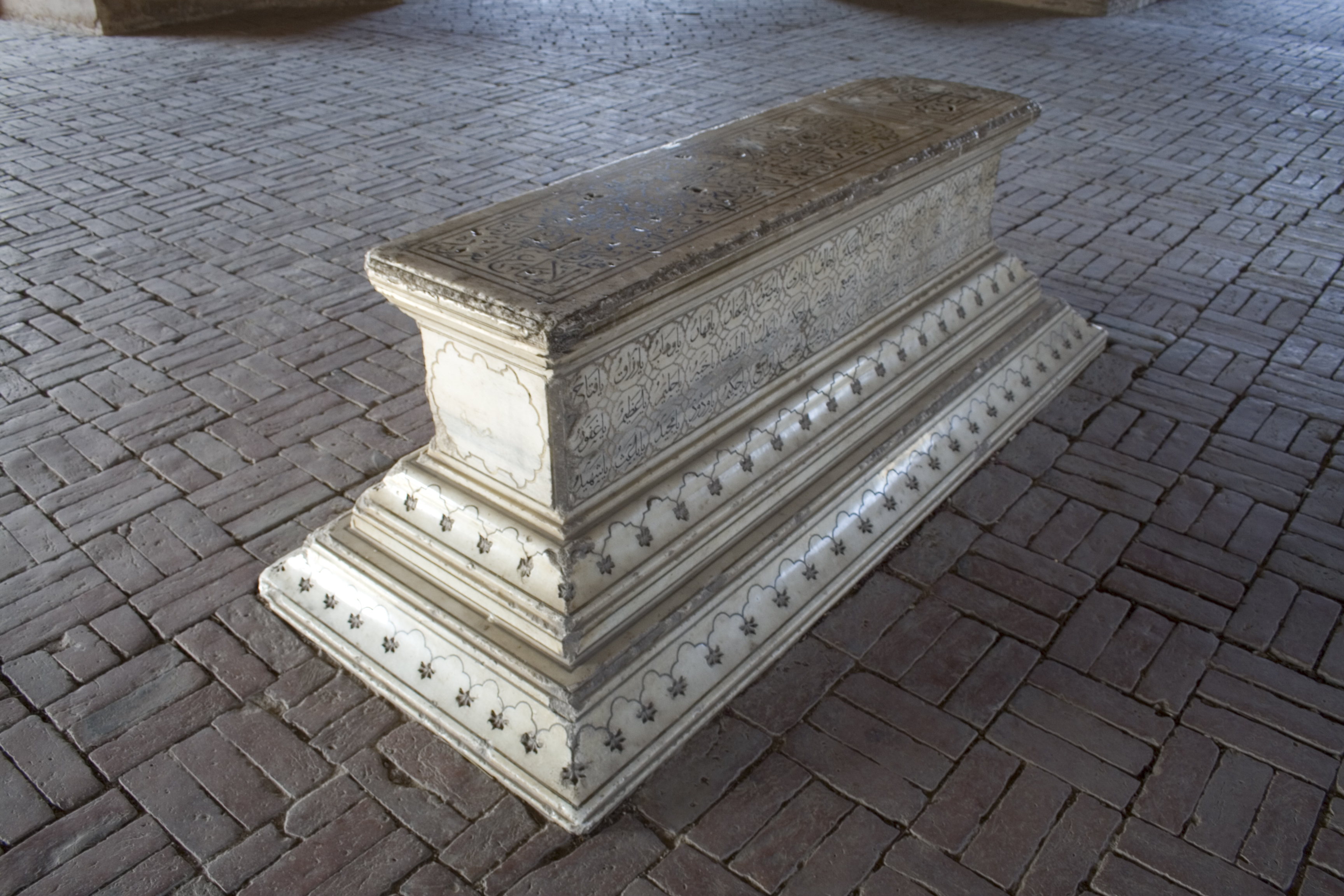
Кенотаф Асаф-хана